# Vladimír Kadlec (Basketballspieler)
Vladimír Kadlec (* 9. Juli 1957 in Prag, Tschechoslowakei) ist ein ehemaliger deutscher Basketballspieler.

## Leben
Kadlec übersiedelte mit seiner Familie 1969 in die Bundesrepublik und hier zunächst nach München. Seine sportlichen Stationen waren DJK Sportbund München, TSV 1860 München, SSV Hagen, TuS Bayer 04 Leverkusen, MTV Wolfenbüttel und BSC Saturn Köln. 1986 beendete er seine Karriere. Er erzielte in der Bundesliga insgesamt 3781 Punkte.

## Erfolge
- Deutscher Jugendmeister mit DJK Sportbund München (1974)
- Deutscher Meister mit Leverkusen (1979)
- Deutscher Pokalsieger mit MTV Wolfenbüttel (1982)
- Kadlec hatte 27 Einsätze in der Basketballnationalmannschaft zwischen 1978 und 1984, darunter die Teilnahme an den Olympischen Spielen 1984 in Los Angeles.